# Christopher Plummer
Arthur Christopher Orme Plummer (n. 13 decembrie 1929, Toronto, Ontario, Canada – d. 5 februarie 2021, Weston⁠(d), Connecticut, SUA) a fost un actor canadian de film, teatru și televiziune.

## Biografie
Cu o carieră cinematografică faimoasă de peste cinci decenii, artistul este onorat abia în 2012 cu Premiul Oscar la categoria Cel mai bun actor în rol secundar pentru rolul „Ha”l din filmul Beginners . Astfel a devenit cel mai în vârstă actor care a câștigat mult râvnitul Premiu Oscar . Pentru același personaj a mai primit, tot în 2012 și tot la aceeași categorie, prestigioasele Premii Globul de Aur și BAFTA.

## Filmografie selectivă

### Anii 1950
- 1958 Stage Struck, regia Sidney Lumet : Joe Sheridan
- 1958 Wind Across the Everglades, regia Nicholas Ray : Walt Murdock
- 1958 Little Moon of Alban, regia George Schaefer
- 1959 A Doll's House, regia George Schaefer

### Anii 1960
- 1962 Cyrano de Bergerac, regia George Schaefer
- 1964 Căderea Imperiului Roman	(The Fall of the Roman Empire), regia Anthony Mann
- 1965 Sunetul muzicii (The Sound of Music), regia	Robert Wise : Captain von Trapp
- 1966 Lo strano mondo di Daisy Clover (Inside Daisy Clover), regia Robert Mulligan
- 1966 Eddie Chapman agent secret (Triple Cross), regia Terence Young : Eddie Chapman
- 1967 Noaptea generalilor (The Night of the Generals), regia Anatole Litvak
- 1968 Edip rege (Oedipus the King), regia Philip Saville
- 1968 Nimeni nu aleargă mereu (Nobody Runs Forever), regia Ralph Thomas : Sir James Quentin
- 1969 Bătălia pentru Anglia (Battle of Britain), regia Guy Hamilton) : Squadron Leader Colin Harvey
- 1969 La grande strage dell'impero del sole (The Royal Hunt of the Sun), regia Irving Lerner
- 1969 Lock Up Your Daughters!, regia Peter Coe

### Anii 1970
- 1970 Waterloo, regia Serghei Bondarciuk : Arthur Wellesley, Duce de Wellington
- 1973 The Pyx (The Pyx), regia Harvey Hart
- 1975 The Spiral Staircase (The Spiral Staircase), regia Peter Collinson
- 1975 Întoarcerea Panterei Roz (The Return of the Pink Panther), regia Blake Edwards : Sir Charles Litton
- 1975 Un colpevole senza volto (Conduct Unbecoming), regia Michael Anderson
- 1975 Atentatul de la Sarajevo (Sarajevski atentat), regia Veljko Bulajić : Franz Ferdinand, arhiduce
- 1975 Omul care voia să fie rege (The Man Who Would Be King), regia John Huston : Rudyard Kipling
- 1976 Așii înălțimilor (Aces High), regia Jack Gold : căpitanul „Uncle” Sinclair
- 1977 The Disappearance (The Disappearance), regia Stuart Cooper
- 1978 Vis de glorie (International Velvet), regia Bryan Forbes
- 1978 L'amico sconosciuto (The Silent Partner), regia Daryl Duke
- 1978 Starcrash, regia Luigi Cozzi : Împăratul
- 1978 Omor prin decret (Murder by Decree), regia Bob Clark : Sherlock Holmes
- 1979 Strada Hanovra (Hanover Street), regia Peter Hyams : Paul Sellinger

### Anii 1980
- 1980 Undeva, cândva (Somewhere in Time), regia Jeannot Szwarc : William Fawcett Robinson
- 1981 Uno scomodo testimone (Eyewitness), regia Peter Yates
- 1981 Amatorul (The Amateur), regia Charles Jarrott
- 1983 Purpură și negru (The Scarlet and the Black), regia Jerry London
- 1984 Prova d'innocenza (Ordeal by Innocence), regia Desmond Davis)
- 1984 În lumea viselor (Dreamscape), regia Joseph Ruben : Bob Blair
- 1984 Trebuie să-ți joci rolul (Lily in Love), regia Károly Makk : Fitzroy Wynn / Roberto Terranova
- 1986 Nato per vincere (The Boy in Blue), regia Charles Jarrott
- 1987 La moglie del capo (The Boss' Wife), regia Ziggy Steinberg
- 1987 I Love N.Y., regia Alan Smithee
- 1987 La retata (Dragnet), regia Tom Mankiewicz
- 1988 Nosferatu a Venezia, regia Augusto Caminito și Mario Caiano
- 1988 Shadow Dancing, regia Lewis Furey

### Anii 1990
- 1990 Dalla parte del cuore (Where the Heart Is), regia John Boorman
- 1990 Red Blooded American Girl, regia David Blyth
- 1991 Sguardi di fuoco (Firehead), regia Peter Yuval
- 1991 Star Trek VI: Tărâmul nedescoperit (Star Trek VI: The Undiscovered Country), regia Nicholas Meyer
- 1991 Tinerețea Ecaterinei (Young Catherine), regia Michael Anderson - film TV
- 1991 Liar's Edge, regia Pierre Boutron
- 1992 Impolite, regia David Hauka
- 1994 Wolf - La belva è fuori (Wolf), regia Mike Nichols
- 1994 Furia esplosiva (Crackerjack), regia Michael Mazo
- 1995 Dolores Claiborne (Dolores Claiborne), regia Taylor Hackford
- 1996 Armata celor 12 maimuțe (Twelve Monkeys), regia Terry Gilliam
- 1999 Il mistero del floppy disk (Hidden Agenda), regia Iain Paterson
- 1999 Scandal în industria tutunului (The Insider), regia Michael Mann

### Anii 2000
- 2000 Dracula 2000 (Dracula 2000), regia Patrick Lussier
- 2001 O minte sclipitoare (A Beautiful Mind), regia Ron Howard
- 2002 Nicholas Nickleby, regia Douglas McGrath
- 2003 Evanghelia după Ioan (film) (The Gospel of John), regia Philip Saville : Narator
- 2003 Blizzard, regia LeVar Burton : Moș Crăciun
- 2003 Oscure presenze a Cold Creek (Cold Creek Manor), regia Mike Figgis
- 2004 Comoara Națională (National Treasure), regia Jon Turteltaub
- 2004 Alexandru (Alexander), regia Oliver Stone
- 2006 Syriana, regia Stephen Gaghan
- 2006 Lumea nouă (The New World), regia Terrence Malick
- 2006 Inside Man, regia Spike Lee
- 2006 La casa sul lago del tempo (The Lake House), regia Alejandro Agresti
- 2007 Man in the Chair, regia Michael Schroeder
- 2007 Closing the Ring, regia Richard Attenborough
- 2007 Emotional Arithmetic, regia Paolo Barzman
- 2007 La stanza della vendetta (Already Dead), regia Joe Otting
- 2009 Doctor Parnassus (The Imaginarium of Doctor Parnassus), regia Terry Gilliam

### Anii 2010
- 2011 Beginners, regia Mike Mills
- 2011 Răzbunătorul (Priest), regia Scott Stewart
- 2011 Fata cu un dragon tatuat (The Girl with the Dragon Tattoo), regia David Fincher
- 2014 Elsa & Fred, regia Michael Radford
- 2014 The Forger - Il falsario (The Forger), regia Philip Martin
- 2015 Danny Collins - La canzone della vita (Danny Collins), regia Dan Fogelman
- 2015 Remember, regia Atom Egoyan
- 2016 L'amore oltre la guerra (The Exception), regia David Leveaux
- 2017 Omul care a inventat Crăciunul (The Man Who Invented Christmas), regia Bharat Nalluri : Ebenezer Scrooge
- 2017 Tutti i soldi del mondo (All the Money in the World), regia Ridley Scott
- 2018 Un viaggio stupefacente (Boundaries), regia Shana Feste
- 2019 La cuțite (Knives Out), regia Rian Johnson

- 2020 Era mio figlio (The Last Full Measure), regia Todd Robinson

## Premii și nominalizări
| An   | Film                              | Rol                                  | Note |
| ---- | --------------------------------- | ------------------------------------ | --- |
| 1958 | Little Moon of Alban              | Kenneth Boyd                         | Nominalizare—Emmy Award, Best Single Performance by an Actor |
| 1964 | Hamlet at Elsinore                | Hamlet                               | Nominalizare—Emmy Award, Outstanding Single Performance by an Actor in a Leading Role in a Drama |
| 1976 | Arthur Hailey's the Moneychangers | Roscoe Heyward                       | Emmy Award for Outstanding Lead Actor – Miniseries or a Movie |
| 1979 | Omor prin decret                  | Sherlock Holmes                      | Genie Award for Best Performance by an Actor in a Leading Role |
| 1981 | The Amateur                       | Professor Lakos                      | Nominalizare—Genie Award for Best Performance by an Actor in a Leading Role |
| 1983 | The Thorn Birds                   | Archbishop Vittorio Contini-Verchese | Nominalizare—Primetime Emmy Award for Outstanding Supporting Actor – Miniseries or a Movie |
| 1992 | Impolite                          | Naples O'Rorke                       | Nominalizare—Genie Award for Best Performance by an Actor in a Supporting Role |
| 1993 | Madeline                          | Narator                              | Primetime Emmy Award for Outstanding Voice-Over Performance |
| 1999 | Scandal în industria tutunului    | Mike Wallace                         | Boston Society of Film Critics Award for Best Supporting Actor Los Angeles Film Critics Association Award for Best Supporting Actor National Society of Film Critics Award for Best Supporting Actor Nominalizare—Chicago Film Critics Association Award for Best Supporting Actor Nominalizare—Las Vegas Film Critics Society Award for Best Supporting Actor Nominalizare—Online Film Critics Society Award for Best Supporting Actor Nominalizare—Satellite Award for Best Supporting Actor - Motion Picture |
| 2000 | American Tragedy                  | F. Lee Bailey                        | Nominalizare—Golden Globe Award for Best Supporting Actor – Series, Miniseries or Television Film |
| 2001 | O minte sclipitoare               | Dr. Rosen                            | Nominalizare—Screen Actors Guild Award for Outstanding Performance by a Cast in a Motion Picture |
| 2002 | Ararat                            | David                                | Nominalizare—Genie Award for Best Performance by an Actor in a Leading Role |
| 2002 | Nicholas Nickleby                 | Ralph Nickleby                       | National Board of Review Award for Best Cast |
| 2003 | Blizzard                          | Santa Claus                          | Nominalizare—Genie Award for Best Performance by an Actor in a Supporting Role |
| 2005 | Our Fathers                       | Cardinal Bernard Law                 | Television film Nominalizare—Primetime Emmy Award for Outstanding Supporting Actor – Miniseries or a Movie Nominalizare—Screen Actors Guild Award for Outstanding Performance by a Male Actor in a Miniseries or Television Movie |
| 2009 | The Last Station                  | Leo Tolstoy                          | Nominalizare—Academy Award for Best Supporting Actor Nominalizare—Golden Globe Award for Best Supporting Actor – Motion Picture Nominalizare—Independent Spirit Award for Best Supporting Male Nominalizare—Screen Actors Guild Award for Outstanding Performance by a Male Actor in a Supporting Role |
| 2010 | Beginners                         | Hal                                  | Academy Award for Best Supporting Actor BAFTA Award for Best Actor in a Supporting Role Broadcast Film Critics Association Award for Best Supporting Actor Central Ohio Film Critics Association Award for Best Supporting Actor Dallas-Fort Worth Film Critics Association Award for Best Supporting Actor Detroit Film Critics Society for Best Supporting Actor Golden Globe Award for Best Supporting Actor – Motion Picture Hollywood Film Festival Award for Best Supporting Actor Independent Spirit Award for Best Supporting Male Indiana Film Critics Association Award for Best Supporting Actor Los Angeles Film Critics Association Award for Best Supporting Actor National Board of Review Award for Best Supporting Actor Online Film Critics Society Award for Best Supporting Actor Toronto Film Critics Association Award for Best Supporting Actor Southeastern Film Critics Association Award for Best Supporting Actor Screen Actors Guild Award for Outstanding Performance by a Male Actor in a Supporting Role Nominalizare—Chicago Film Critics Association Award for Best Supporting Actor Nominalizare—Houston Film Critics Award for Best Supporting Actor Nominalizare—National Society of Film Critics Award for Best Supporting Actor Nominalizare—New York Film Critics Circle Award for Best Supporting Actor(runner-up) Nominalizare—Phoenix Film Critics Society Award for Best Supporting Actor Nominalizare—San Diego Film Critics Society Award for Best Supporting Actor Nominalizare—Satellite Award for Best Supporting Actor – Motion Picture Nominalizare—Utah Film Critics Association Award for Best Supporting Actor(runner-up) Nominalizare—Washington D.C. Area Film Critics Association Award for Best Supporting Actor |